# Rüdiger Schott
Rüdiger Schott (* 10. Dezember 1927 in Bonn; † 7. Dezember 2012 ebenda) war ein deutscher Ethnologe und Erzählforscher.

## Werdegang
Schott, Sohn des Assyriologen Albert Schott, studierte zwischen 1947 und 1953 Völkerkunde, Geographie, Ur- und Frühgeschichte, Religionswissenschaft sowie Psychologie an der Universität Bonn und war hier anschließend wissenschaftlicher Angestellter bis 1958. Im Jahr 1954 wurde er mit der Dissertation Anfänge der Privat- und Planwirtschaft promoviert. Ab 1961 war er als wissenschaftlicher Assistent an der Freiburger Arbeitsstelle für kulturwissenschaftliche Forschungen (später Arnold-Bergstraesser-Institut) tätig. 1964 habilitierte er sich mit dem Werk Soziale Beziehungen zwischen ethnischen Gruppen in Südafrika an der Bonner Universität. Im Jahr darauf wurde er Ordinarius für Ethnologie an der Universität Münster; im Jahr 1993 wurde er emeritiert.
Die Hauptforschungsgebiete (Schwerpunkt: [West-]Afrika) von Rüdiger Schott lagen in der Religionsethnologie, der Rechts- und Wirtschaftsethnologie sowie im sozialen und kulturellen Wandel traditioneller Gesellschaften.

## Publikationen
- Anfänge der Privat- und Planwirtschaft. Wirtschaftsordnung und Nahrungsverteilung bei Wildbeutervölkern. Braunschweig 1955.
- Afrikanische Erzählungen als religionsethnologische Quellen. Dargestellt am Beispiel von Erzählungen der Bulsa in Nordghana. Opladen 1990 (Vorträge/Rheinisch-Westfälische Akademie der Wissenschaften. Geisteswissenschaften; G 305).
- Orakel und Opferkulte bei Völkern der westafrikanischen Savanne. Opladen 1997 (Vorträge/Nordrhein-Westfälische Akademie der Wissenschaften. Geisteswissenschaften; G 348).